# Peploskore
Die Peploskore genannte Statue eines Mädchens ist eines der bekanntesten Beispiele der archaischen Kunst der griechischen Antike. Die 117 Zentimeter hohe Statue aus weißem, parischem Marmor entstand etwa 530 v. Chr. und stand ursprünglich bunt bemalt auf der Athener Akropolis. Heute wird sie unter der Inventarnummer 679 im Akropolismuseum ausgestellt.

## Merkmale
Das dargestellte Mädchen, altgriechisch κόρη Kore, ist mit einem schweren Wollgewand, dem dorischen Peplos bekleidet, der zur Entstehungszeit der Statue bereits außer Mode gekommen war. Darunter trägt sie einen dünnen  Chiton, dessen feiner Faltenwurf an Ärmeln und Rocksaum zu erkennen ist. Bohrlöcher am Kopf und an den Schultern weisen darauf hin, dass die Statue mit einem Kopfschmuck, vermutlich einem Kranz, und bronzenen Schulterfibeln versehen war. Der heute fehlende, einst nach vorn gestreckte linke Unterarm war separat gearbeitet. Farbreste an verschiedenen Stellen der Statue zeugen von einer einst umfangreichen Bemalung von Körperteilen wie den Haaren und Lippen sowie des Gewandes.
Die Peploskore ist möglicherweise mit dem Rampin-Meister zu verbinden, der nach dem stilistisch eng verwandten Kopf einer Reiterstatue aus der Sammlung Rampin des Diplomaten Georges Rampin benannt ist und sich im Louvre befindet. Sie wurde 1886 westlich des Erechtheions auf der Akropolis gefunden und befindet sich heute im Athener Akropolismuseum.
Nach neuerer Deutung von Vinzenz Brinkmann stellt die Statue kein Mädchen, sondern eine Göttin dar. Das Haltungsschema entspreche in keiner Weise dem der spätarchaischen Koren, „die ihr linkes Bein vorsetzen, mit der linken Hand ihren Rock raffen und mit dem angewinkelten rechten Arm eine Frucht halten.“ Die Bohrungen im gesenkten rechten und angewinkelten linken Arm wiesen eher auf das Halten von Pfeil und Bogen oder auf Schild und Helm hin. Weitere Bohrungen auf der Kalotte deuten auf einen locker aufgesetzten Helm oder einen Kranz hin.

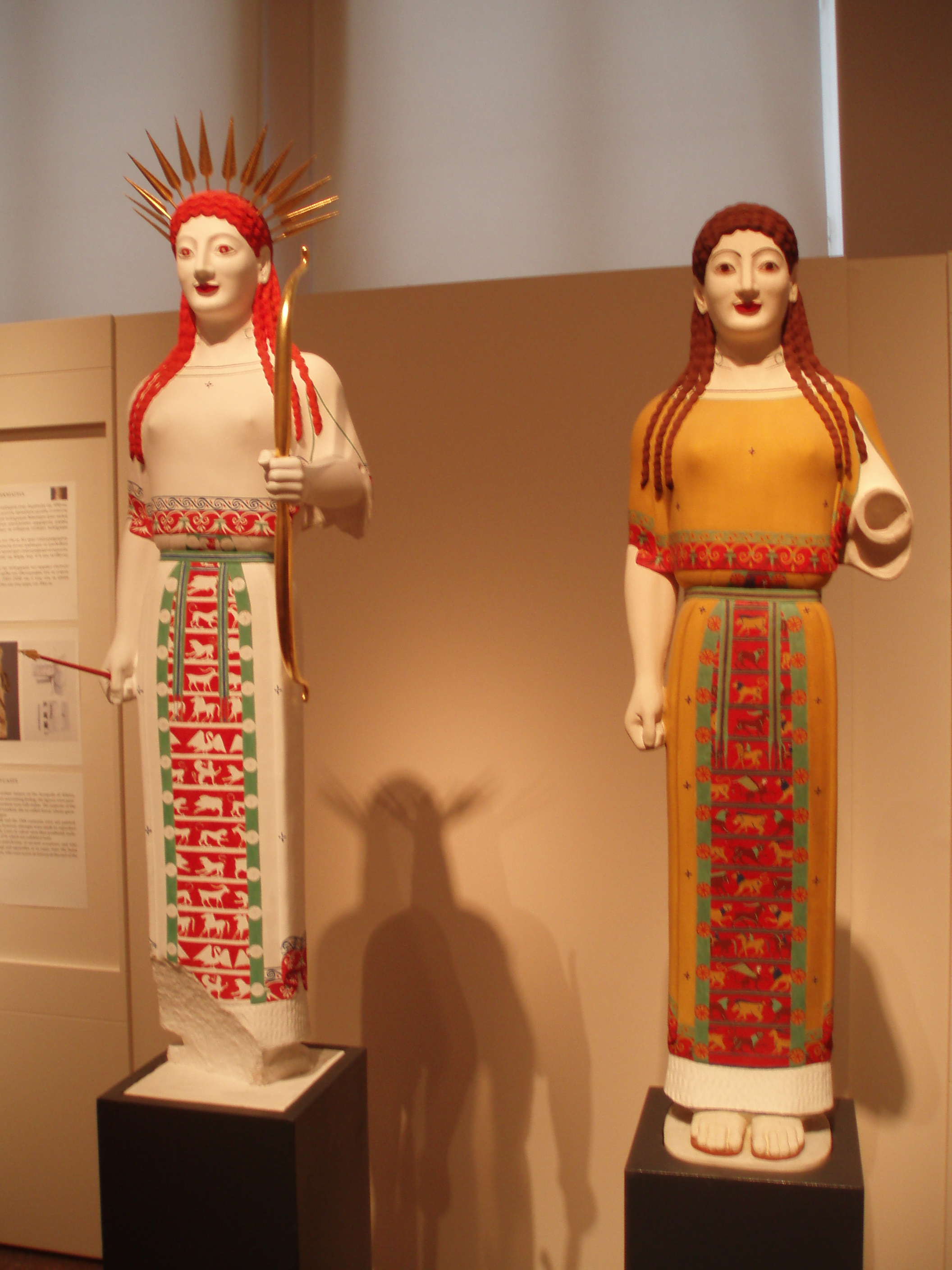
Bewehrte Göttin, aber keine Peploskore (nach Brinkmann)
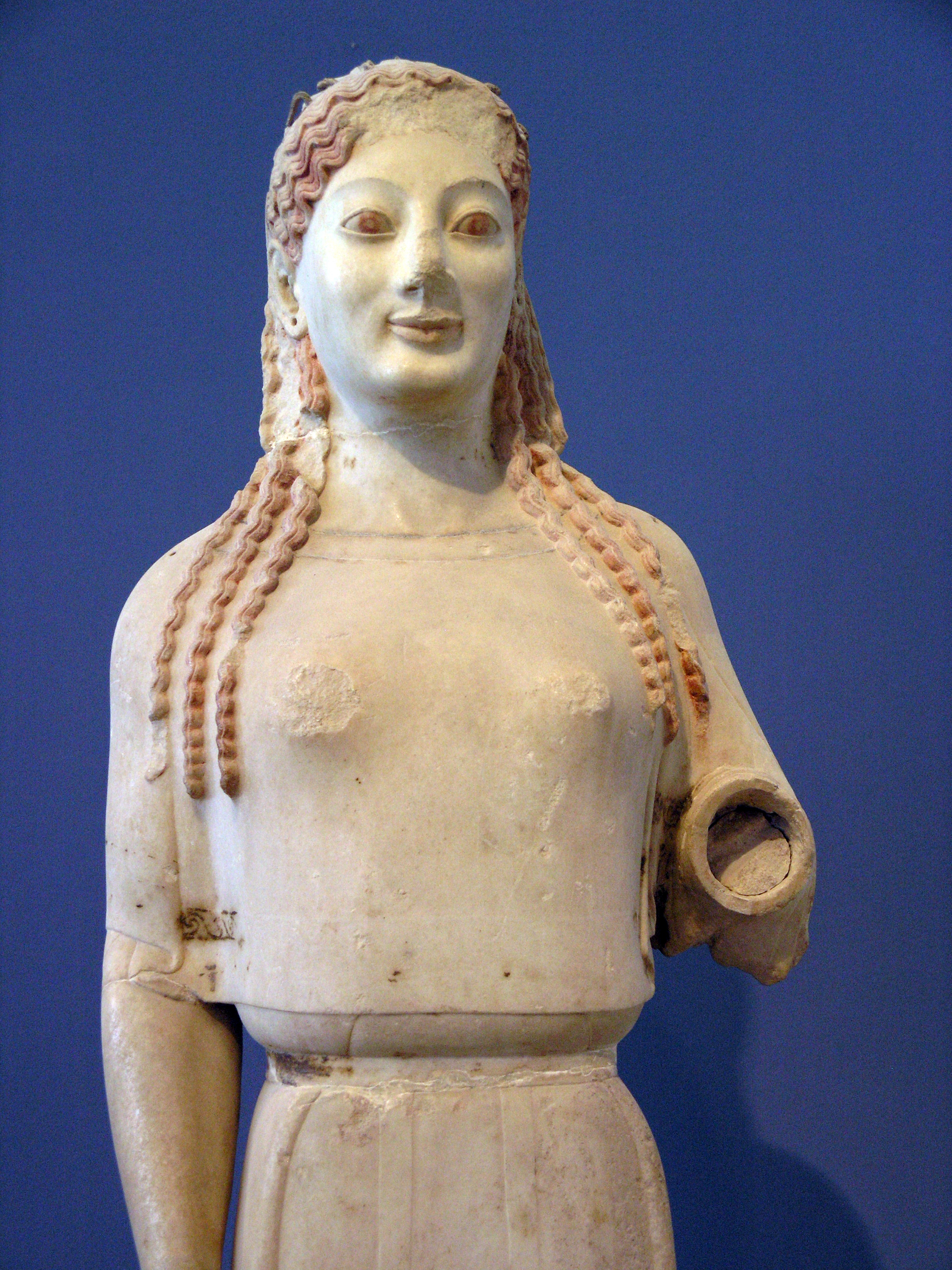
Detail der Peploskore
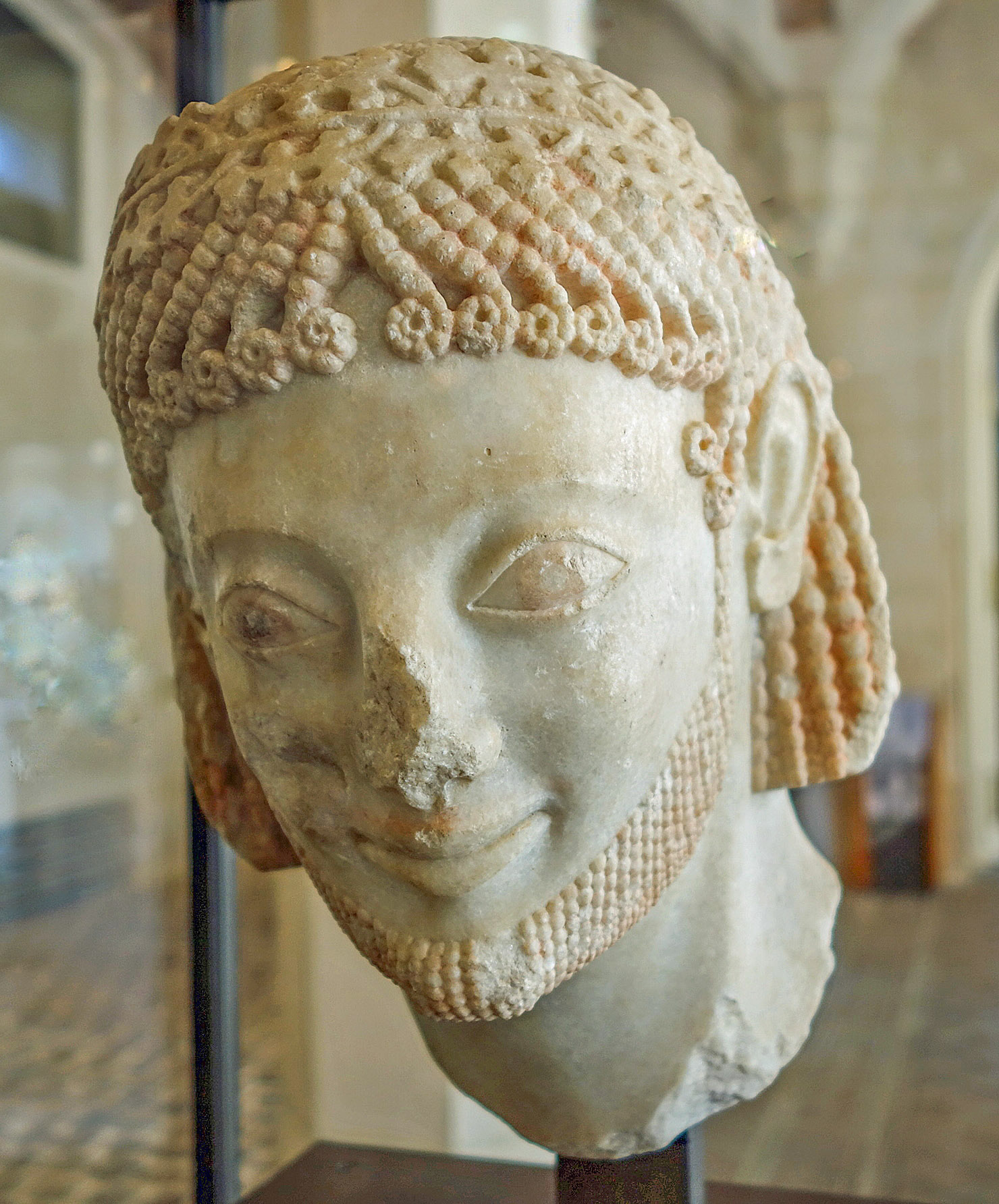
Kopf des Reiters Rampin von der Athener Akropolis